# Блаунтвілл (Теннессі)
Блаунтвілл (англ. Blountville) — переписна місцевість (CDP) в США, в окрузі Салліван штату Теннессі. Населення — 3120 осіб (2020).

## Географія
Блаунтвілл розташований за координатами 36°31′59″ пн. ш. 82°19′44″ зх. д. / 36.53306° пн. ш. 82.32889° зх. д. (36.532979, -82.328870).  За даними Бюро перепису населення США в 2010 році переписна місцевість мала площу 12,81 км², уся площа — суходіл.

## Демографія
Згідно з переписом 2010 року, у переписній місцевості мешкали 3074 особи в 1070 домогосподарствах у складі 713 родин. Густота населення становила 240 осіб/км².  Було 1170 помешкань (91/км²).
Расовий склад населення:
| - 95,9 % — білих - 2,5 % — чорних або афроамериканців - 0,3 % — азіатів - 0,2 % — корінних американців |

До двох чи більше рас належало 0,8 %. Частка іспаномовних становила 1,3 % від усіх жителів.
За віковим діапазоном населення розподілялося таким чином: 15,9 % — особи молодші 18 років, 68,4 % — особи у віці 18—64 років, 15,7 % — особи у віці 65 років та старші. Медіана віку мешканця становила 40,5 року. На 100 осіб жіночої статі у переписній місцевості припадало 117,2 чоловіків;  на 100 жінок у віці від 18 років та старших — 118,6 чоловіків також старших 18 років.
Середній дохід на одне домашнє господарство  становив 49 248 доларів США (медіана — 36 362), а середній дохід на одну сім'ю — 62 940 доларів (медіана — 56 528). Медіана доходів становила 31 000 доларів для чоловіків та 31 074 долари для жінок. За межею бідності перебувало 18,4 % осіб, у тому числі 27,6 % дітей у віці до 18 років та 12,2 % осіб у віці 65 років та старших.
Цивільне працевлаштоване населення становило 809 осіб. Основні галузі зайнятості: освіта, охорона здоров'я та соціальна допомога — 17,7 %, оптова торгівля — 16,4 %, транспорт — 15,3 %, виробництво — 14,8 %.